# Galatella hauptii
Galatella hauptii là một loài thực vật có hoa trong họ Cúc. Loài này được (Ledeb.) Lindl. mô tả khoa học đầu tiên năm 1836.